# شورآباد (کرمانشاه)
شورآباد (کرمانشاه)، روستایی از توابع بخش کوزران شهرستان کرمانشاه در استان کرمانشاه ایران است.

## جمعیت
این روستا در دهستان سنجابی قرار دارد و براساس سرشماری مرکز آمار ایران در سال ۱۳۸۵، جمعیت آن ۱۰۹ نفر (۲۳خانوار) بوده‌است.